# João de Camargo
João de Camargo Barros, mais conhecido como João de Camargo (Sarapuí, 05 de julho de 1858 — Sorocaba, 28 de setembro de 1942), foi um religioso brasileiro, também considerado santo popular, milagreiro e preto-velho.

## Trajetória
Viveu em Sorocaba, no Estado de São Paulo, onde criou a Igreja do Bom Jesus do Bonfim das Águas Vermelhas, no bairro de mesmo nome.
Nascido escravo, herdou o sobrenome de seu antigo dono. Após a Lei Áurea, foi liberto e mudou-se para Sorocaba, onde foi cozinheiro, militar, trabalhador de lavoura e de olarias. Saiu da cidade por duas vezes, onde, numa dessas vezes, conheceu Rosário do Espírito Santo, que veio a ser sua esposa. Porém, ambos viveram juntos por apenas cinco anos, logo se separando.
Desde jovem recebeu muitas influências religiosas, das religiões africanas, através de sua mãe, e do Cristianismo, através de sua sinhazinha Ana Teresa de Camargo e do padre João Soares do Amaral. Através dessas diversas influências, sua fé tornou-se uma espécie de sincretismo entre várias religiões.
Nhô João, como mais tarde viria a ser chamado, segundo seus devotos, já praticava curas desde 1897. Porém, durante a vida, teve muitos problemas com o alcoolismo, que o impediriam de assumir plenamente sua missão. Em 1906, teria tido uma visão que o curou do vício na bebida, fazendo-o dedicar-se completamente ao projeto de criar a sua igreja, no antigo e distante bairro das Águas Vermelhas (hoje o bairro nobre Jardim Vergueiro). Processado por curandeirismo em 1914, Nhô João decidiu, para proteger a nova religião, registrá-la oficialmente como Associação Espírita e Beneficente Capela do Senhor do Bonfim, reconhecida como pessoa jurídica em fevereiro de 1921.
Também foi o fundador, em 1915, do Grupo Musical São Luís, reunido a partir de músicos que animavam cordões carnavalescos de Sorocaba.

## Legado e pesquisas

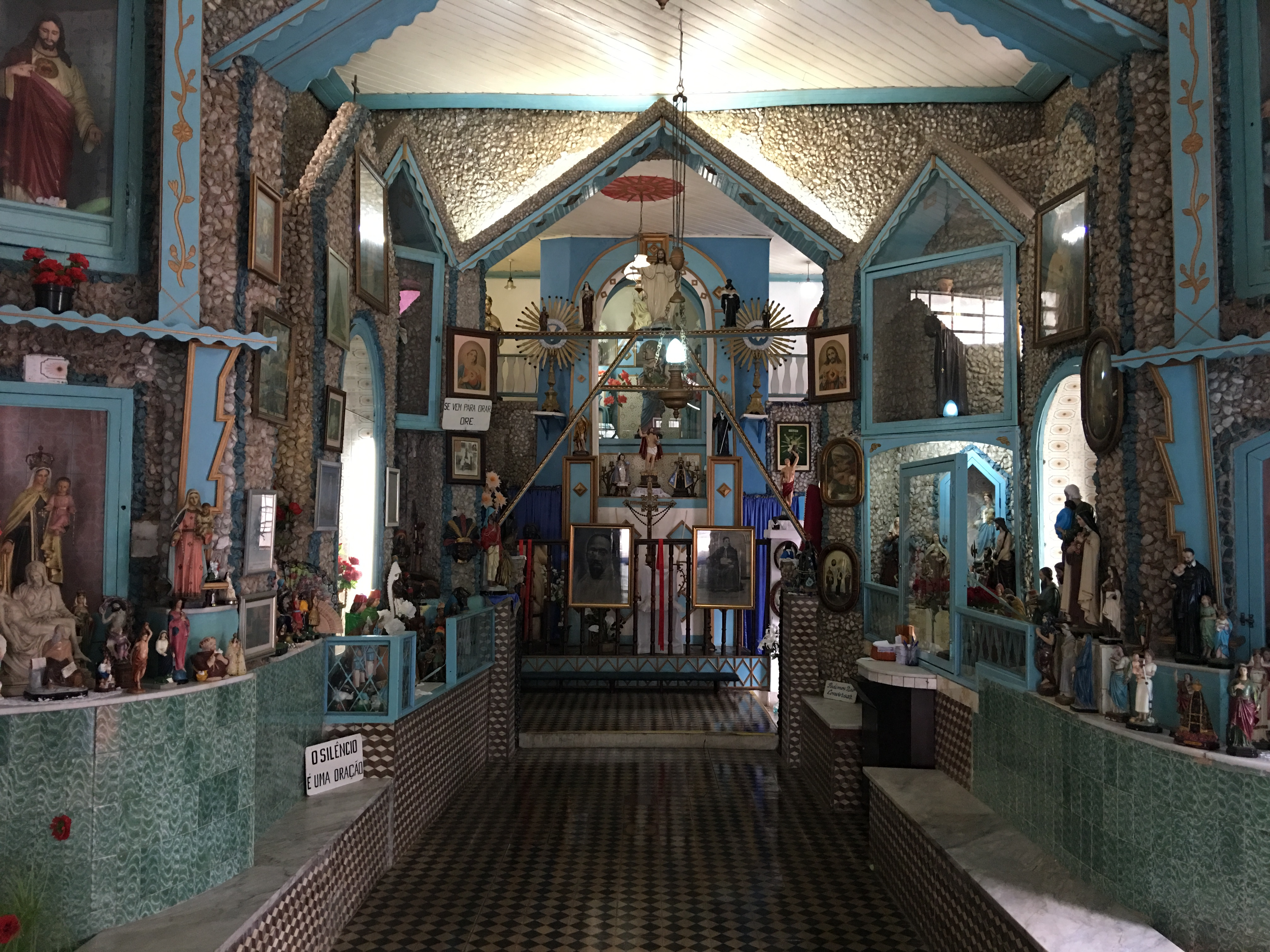
Interior da Igreja do Bom Jesus do Bonfim das Águas Vermelhas de Sorocaba (Capela de João de Camargo).

Sobre sua vida e legado, foram publicadas várias biografias e pesquisas científicas. Em 2003, foi homenageado no enredo da escola de samba paulistana Império de Casa Verde. O desfile contou com a participação do ator Paulo Betti, que é devoto de Nhô João e produziu o filme Cafundó, sobre sua vida.

## Vídeos e documentários
- «No tempo de João de Camargo»
- «Pai João de Camargo - Igreja da Água Vermelha»
- «Cerimônia religiosa lembra 70 anos da morte de João de Camargo»
- o filme de longa metragem, estreado em 2005, com Lazaro Ramos, Francisco Cuoco, Luis Mello, Leona Cavalli, Renato Consorte, Chica Lopes, Abrahão Farc e muitos outros excelentes atores e atrizes. O filme foi produzido e dirigido por Paulo Betti.A direção Paulo dividiu com Clovis Bueno, que junto com Vera Hamburguer a direção de arte.O filme ganhou 17 premios internacionais, sendo 5 em Gramado.